# Видим спектър
Видим спектър или видим диапазон на светлината се нарича онази част от електромагнитния спектър, която може да се възприеме от човешкото око. Електромагнитното излъчване с дължина на вълната в този обхват се нарича видима светлина Цветът на даден обект във възприятието на хората е този на отразяваната или излъчвана от него видима светлина.
Няма точни граници на видимия спектър. Обикновено се приема, че човешкото око е чувствително към дължини на вълната от 400 до 700 nm, но някои хора са способни да възприемат малко по-широк диапазон – от 380 до 750 nm. Пресметнато в честота, това отговаря на интервала от 789 до 400 терахерца. Привикналото към светлината око обикновено е най-чувствително на вълни с дължина около 555 nm, т.е. в зелената област на видимия спектър.

## Спектрални цветове
| Цвят      | Дължина на вълната (нм) | Честота (ТХц) | Енергия на фотоните (еВ) |
| --------- | ----------------------- | ------------- | ------------------------ |
| червен    | 625—740                 | 405—480       | 1,68—1,98                |
| оранжев   | 590—625                 | 480—510       | 1,98—2,10                |
| жълт      | 565—590                 | 510—530       | 2,10—2,19                |
| зелен     | 500—565                 | 530—600       | 2,19—2,48                |
| светлосин | 485—500                 | 600—620       | 2,48—2,56                |
| тъмносин  | 440—485                 | 620—680       | 2,56—2,82                |
| виолетов  | 380—440                 | 680—790       | 2,82—3,26                |

Няма рязко определени граници на цветовете от видимия спектър, тъй като те преливат от един в друг. Все пак могат да се разграничат отделни области. Видимият спектър не съдържа всички цветове, които човешкото око може да различи. Така например от него отсъстват кафявото, розовото и пурпурното, а бялото се получава при смесване на всички видими цветове, докато черното е липса на видима светлина.
Земната атмосфера има характерен спектър на пропускане и поглъщане на електромагнитното излъчване. Видимите с човешко око вълни преминават през т.нар. „видима пролука“ в атмосферата, която представлява област от електромагнитния спектър, преминаващ през земната атмосфера без да се поглъща от нея. Тъй като синята светлина е с по-къса дължина на вълната и съответно с по-висока честота, тя се разсейва повече от червената, жълтата и зелената. Това е и причината, поради която небето е синьо.
„Видимата пролука“ в атмосферата е наречена така, защото съвпада с границите на възприемане от човешкото око. В съседство с нея се намира пролуката на близките инфрачервени лъчи, докато инфрачервените лъчи със средна и голяма дължина на вълната попадат далеч извън границата на възприятие на човешкото око.
Очите на много видове животни възприемат вълни с дължини, различни от видимата светлина. Много насекоми, например пчелите, виждат ултравиолетови лъчи, което им е много полезно при намирането на нектар в цветята. По тази причина растителните видове, чието размножаване зависи от опрашването на насекомите, зависят от ултравиолетовата светлина за оцеляването.

## Откриване на видимия спектър
Две от най-ранните обяснения на оптичния спектър са на Исак Нютон в книгата му „Оптика“ и на Гьоте в „Теория на цветовете“.
Нютон за първи път използва понятието спектър през 1671 г., за да опише своите оптични експерименти. Той забелязал, че когато лъч светлина премине през стъклена призма, част от лъча се отразява, а останалата част преминава през стъклото, пречупва се и се оцветява в различни ивици. Той предположил, че светлината се състои от частици в различни цветове и че различните цветове светлина се движат с различна скорост в прозрачна среда. От това според принципа на Ферма следва, че светлина с различна дължина на вълната ще се пречупи под различен ъгъл.
Нютон разделил спектъра на седем цвята: червен, оранжев, жълт, зелен, син, индиго и виолетов. Той избрал числото седем поради теорията на древногръцките философи за връзката между цветовете, музикалните ноти, познатите обекти в Слънчевата система и дните от седмицата.
Човешкото око е по-малко чувствително към честотите на индигото и много иначе добре виждащи хора не могат да различат индиго от синьо и виолетово. По тази причина някои учени предложили индигото да не се счита като самостоятелен цвят, а по-скоро като нюанс на синьото и виолетовото.

## Скорост на светлината
В днешно време е общоприета теорията, че светлината се състои от фотони, които имат някои от свойствата на вълните и някои от свойствата на частиците. Доказано е, че всяка светлина, независимо от цвета ѝ, се движи с една и съща скорост във вакуумно пространство. Скоростта на светлината в някаква материя е по-ниска от тази във вакуум, а отношението на скоростта във вакуум и тази в материална среда се нарича показател на пречупване на средата. В недисперсни среди скоростта на светлината с различна честота не се променя и коефициентът на пречупване е константа по отношение дължината на вълната. В дисперсни среди обаче скоростта на светлината и коефициентът на пречупване зависят от дължината на вълната. Стъклото е един такъв материал, поради което стъклените призми пречупват светлината и я разлагат в спектър – така видимият спектър може да бъде наблюдаван.